# Monte Pittman
 (juin 2015).
Si vous disposez d'ouvrages ou d'articles de référence ou si vous connaissez des sites web de qualité traitant du thème abordé ici, merci de compléter l'article en donnant les références utiles à sa vérifiabilité et en les liant à la section « Notes et références ».
Monte Pittman est un musicien américain principalement connu pour être le guitariste de Madonna. Il a également travaillé avec de nombreux artistes aux styles très divers, dont Adam Lambert et Prong.

## Discographie

### Carrière solo
- The Deepest Dark (2009)
- Pain, Love, & Destiny (2011)
- The Power of Three (2014)
- Inverted Grasp of Balance (2016)

### Madonna
- Drowned World Tour (2001)
- American Life (2003)
- Re-Invention Tour (2004)
- Confessions on a Dance Floor (2005)
- I'm Going to Tell You a Secret (2006)
- Confessions Tour  (2007)
- Hey You (single) (2007)
- Hard Candy (2008)
- It's So Cool (piste bonus de Celebration) (2009)
- Sticky and Sweet Tour (2010)
- Super Bowl XLVI Halftime Show (2012)
- MDNA Tour (2012)
- Rebel Heart Tour (2015)
- Madame X Tour (2019)

### Prong
- 100% Live (2002)
- Scorpio Rising (2003)
- Power of the Damager (2007)

### Myra Mains
- Condition (1996)
- Buried (1999)

### autres appatitionss
- Melanie C – Reason (2003)
- Sophie Ellis Bextor – Shoot from the Hip (2003)
- Adam Lambert -  Take One (2005)
- Run Run Ru – Endless Winter (2006)
- Run Run Run – Good Company EP (2007)
- Jes – Disconnect (2007)
- Nicki Richards – Nicki (2008)
- In Extremo – Sängerkrieg (2008)
- Steve Cooke – Radio (2010)
- Adam Lambert – Adam Lambert Acoustic Live (2010)
- Adam Lambert – Glam Nation Live (2011)
- Adam Lambert – Beg for Mercy (2011)
- Scarlett Cherry - Love U Like
- Scarlett Cherry - Labor of Love (2011)
- Steve Cooke – Bad Girl (2012)